# Amata artapha
Amata artapha là một loài bướm đêm thuộc phân họ Arctiinae, họ Erebidae.